# Fly by Night
Fly by Night — второй студийный альбом канадской рок-группы Rush, выпущенный в феврале 1975 года.

## Об альбоме
Перед записью альбома оригинальный барабанщик группы, Джон Ратси, решил покинуть группу в связи с проблемами, связанными с его диабетом. Группа изначально сохраняла чувство вины перед ним, но впоследствии решила продолжить свою карьеру с его согласия.
Диск был записан в Toronto Sound Studios. К этому моменту в студии появилось 16-дорожечное оборудование. Fly by Night отметил дебют Терри Брауна в качестве продюсера — роль, которую он будет исполнять до альбома 1982 года Signals.
Fly by Night — первый альбом Rush c барабанщиком Нилом Пиртом. Помимо игры на барабанах Пирт занимался также написанием текстов. Группа пришла к более литературному лирическому стилю, значительно отличающемуся от предыдущего альбома. Песни «By-Tor and the Snow Dog» и «Rivendell» — примеры включения фантастических тем в музыку Rush.
Тема песни «By-Tor and the Snow Dog» была подсказана роуд-менеджером Rush Говардом Ангерлейдером, который рассказал музыкантам о том, как в доме владельца Anthem Records Рэя Дэнниелса его укусила немецкая овчарка, а другая маленькая белая собачка пыталась на него прыгнуть, что показалось им забавным. Говард называл овчарку By-Tor, потому что она кусала каждого кто входил в дом. Соответственно белую собаку он называл Snow Dog.
Текст песни «Anthem» был написан по мотивам одноимённой книги писательницы Айн Рэнд, чьё влияние на Пирта достигло своего апогея на альбоме 1976 года «2112». Автобиографичная «Fly by Night» основана на впечатлениях Пирта от переезда из Канады в Лондон (задолго до Rush), а «Making Memories» — на впечатлениях от первого концертного тура группы. Рукописи «Anthem» и «Fly by Night» включают некоторые куски, не попавшие в конечные композиции.

## Приём
Альбом вышел 15 февраля 1975 года и попал в чарты, заняв наивысшую 113-ю строчку в чарте Billboard 200 и 9-ю в домашнем чарте Канады. К октябрю 1975 года было продано 110 тысяч копий альбома.
Не все отзывы были благосклонными во время выхода альбома. Так, рецензент издания Statesville Record & Landmark Пэм Саймон раскритиковала вокал Ли, «чересчур напоминающий Планта» и «претенцизионное» звучание музыки Майкл Долги из RPM Weekly писал, что альбом is «громкий, но весьма чувственный экскурс в мир громогласного рок-н-ролла». Грэг Прато из AllMusic посчитал, что альбом вышел более компромиссным, чем предыдущий, а также отметил, что относительно будущего творчества канадцев этот альбом является одним из самых важных в их развитии..

## Список композиций
Все песни написаны Алексом Лайфсоном, Гедди Ли и Нилом Пиртом, если не указано иное.
| №  | Название | Текст песни | Музыка                  | Длительность |
| -- | --- | ----------- | ----------------------- | ------------ |
| 1. | «Anthem» |             | Гедди Ли, Алекс Лайфсон | 4:21         |
| 2. | «Best I Can» | Ли          | Ли                      | 3:24         |
| 3. | «Beneath, Between and Behind» |             | Лайфсон                 | 3:01         |
| 4. | «By-Tor and the Snow Dog" - I. "At the Tobes of Hades" - II. "Across the Styx" - III. "Of the Battle" - i. "Challenge and Defiance" - ii. "7/4 War Furor" - iii. "Aftermath" - iv. "Hymn of Triumph" - IV. "Epilogue» |             | Ли, Лайфсон             | 8:37         |

| №  | Название          | Текст песни | Музыка      | Длительность |
| -- | ----------------- | ----------- | ----------- | ------------ |
| 1. | «Fly by Night»    |             | Ли          | 3:18         |
| 2. | «Making Memories» |             | Ли, Лайфсон | 2:58         |
| 3. | «Rivendell»       |             | Ли          | 4:52         |
| 4. | «In the End»      | Ли          | Ли, Лайфсон | 6:44         |

## Позиции в чартах
| Chart (1975)                | Peak position |
| --------------------------- | ------------- |
| Канада (RPM Top Albums/CDs) | 9             |
| США (Billboard 200)         | 113           |

## Сертификации
| Регион                                                      | Сертификация | Продажи    |
| ----------------------------------------------------------- | ------------ | ---------- |
| Канада (Music Canada)                                       | Платиновый   | 100 000^   |
| США (RIAA)                                                  | Платиновый   | 1 000 000^ |
| ^ Данные о тиражах приведены только на основе сертификации. |              |            |

## Участники записи
- Гедди Ли — бас-гитара, гитара, вокал
- Алекс Лайфсон — шести- и двенадцатиструнные акустические и электрические гитары
- Нил Пирт — ударные

### Персонал и прочие заслуги
- Rush – аранжировки, идея обложки
- Терри Браун – продюсер, инженеринг
- Джон Волошук – инженер-ассистент
- Гилберт Конг – мастеринг
- Эральдо Каругати – обложка
- Джо Котлеба  – дизайн
- Ричард Фегли – фотография
- Говард "Хернс" Унгерляйдер  – персонажи из "By-Tor and Snow Dog"
- Moon Records – исполнительный продюсер